# Saure Mehlbach
Die Saure Mehlbach ist ein gut einen Kilometer langer, westlicher und rechter Zufluss des  Mehlbachs auf dem Gebiet der Gemeinde Weilmünster im hessischen Landkreis Limburg-Weilburg.

## Verlauf
Die Saure Mehlbach entspringt im Hasselborner Hintertaunus auf einer Höhe von 291 m ü. NHN in einer Wiese in der Flur In der Sauren Mehlbach der Läuseck. 
Die Saure Mehlbach  fließt zunächst östlicher Richtung durch Grünland und dann am Südrande eines kleinen Waldes entlang. Nördlich davon befanden sich früher mehrere Silbergruben. Danach läuft der Bach in der Flur In der Süßen Mehlbach durch einen Grünstreifen, der rechts und links von Wald gesäumt wird.
Er mündet schließlich gut einen Kilometer nordwestlich des Weilmünsterer Ortsteils Rohnstadt auf einer Höhe von etwa 236 m von rechts in den aus dem Nordnordwesten heranziehenden Mehlbach.

## Daten
Die Saure Mehlbach  ist ein grobmaterialreicher und silikatischer Mittelgebirgsbach. Sie entwässert über den Mehlbachs, den Bleidenbach, die Weil, die Lahn und den Rhein in die Nordsee. Der Höhenunterschied von seiner Quelle bis zu seiner Mündung beträgt 55 m, was bei einer Lauflänge von 1,3 km einem mittleren Sohlgefälle von etwa 42 ‰ entspricht.